# 柳博米罗沃农村居民点
柳博米罗沃农村居民点（俄语：Сельское поселение Любомировское）是俄罗斯联邦沃洛格达州舍克斯纳区所属的一个农村居民点。其下辖有28个居民点，行政中心为柳博米罗沃。据2015年统计，该农村居民点的人口为406人。